# Pahlen (Adelsgeschlecht)

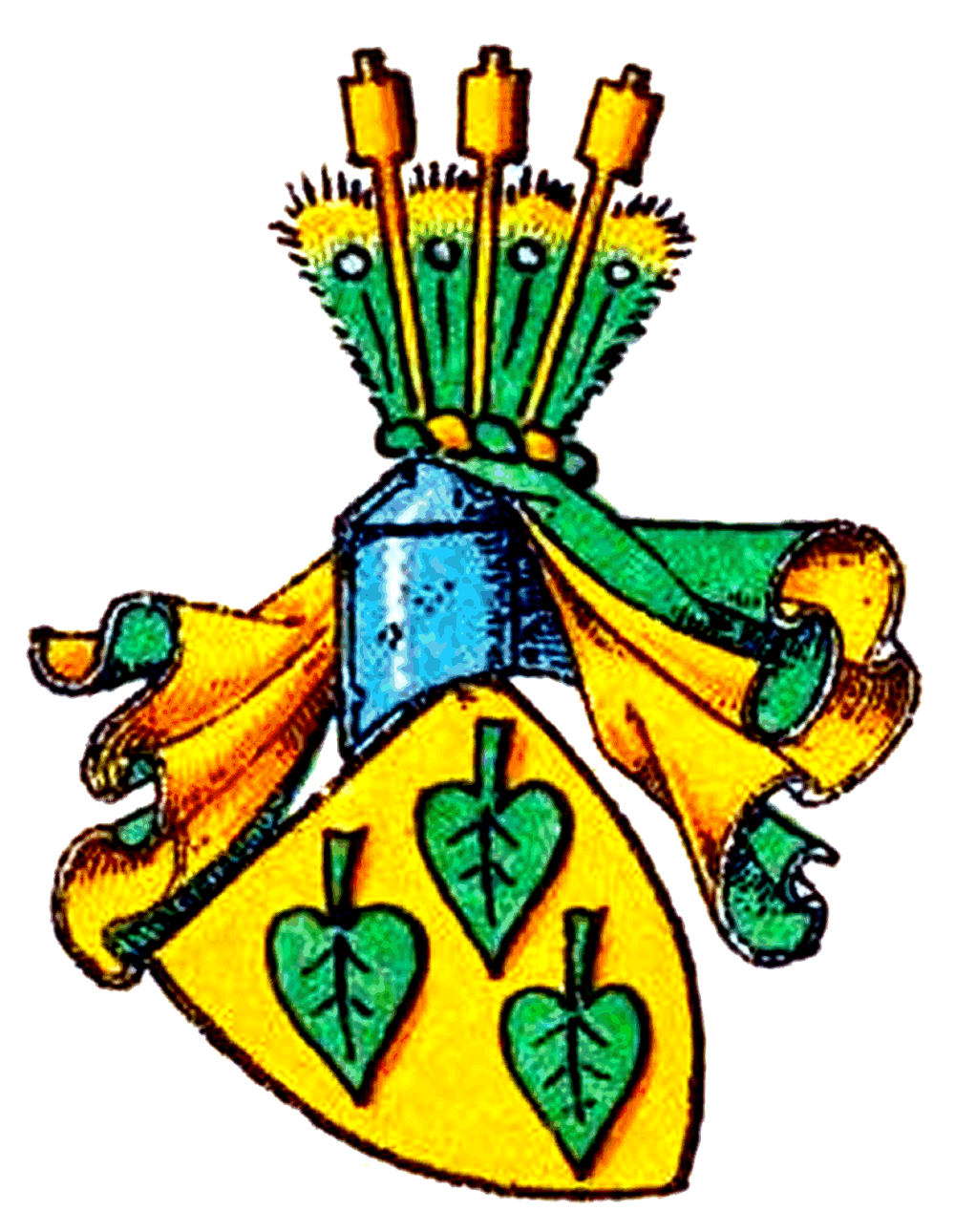
Wappen derer von der Pahlen

Die Familie von der Pahlen (russisch Пален) ist ein deutsch-baltisches Uradelsgeschlecht, das sich nach Russland, Litauen und Schweden verbreitete.

## Geschichte
Die Pahlen sind wappen- und wahrscheinlich auch stammesverwandt mit den von Koskull. Der gemeinsame Stammvater ist wohl schon Mitte des 13. Jahrhunderts als Kreuzfahrer nach Livland gekommen. Die Ursprungsheimat ist nicht bekannt, die beiden Familiennamen stammen von dort erhaltenen Lehnsbesitzen: Der Hof Kosküll bei Dickeln (heute Dikļi bei Valmiera/Wolmar, Lettland) lag am Pahle-Bach. Der Ritter Andreas de Koskele wird 1302 erstmals genannt, während Johannes de Palo vom Rigaer Erzbischof Johann III. Graf von Schwerin 1298 mit Gütern im Dickelnschen und Sissegallschen Gebiet belehnt wird. Er war 1316–22 Stiftsvogt zu Treyden. Das Gut Dickeln wird 1456 als Besitz des Gottschalk von der Pahlen erwähnt. Es blieb bis zu den Nordischen Kriegen im Besitz der Familie.
1677 gelangte das Gut Palmse in Estland an die Pahlen und blieb bis zur Enteignung im Zuge der Auflösung der Landgüter 1919 in ihrem Besitz.
Am 18. September 1679 wurden fünf Brüder der Familie mit ihren Nachkommen von König Karl XI. von Schweden in den erblichen Freiherrenstand erhoben. Im Jahr 1799 erhob Zar Paul den Peter Ludwig von der Pahlen in den Grafenstand. Durch Entscheidungen des russischen Gouvernements von 1755 und 1865 wurden die meisten anderen Familienmitglieder der Pahlen in den Freiherrenstand des russischen Reiches erhoben.

## Stammliste der Familie von der Pahlen

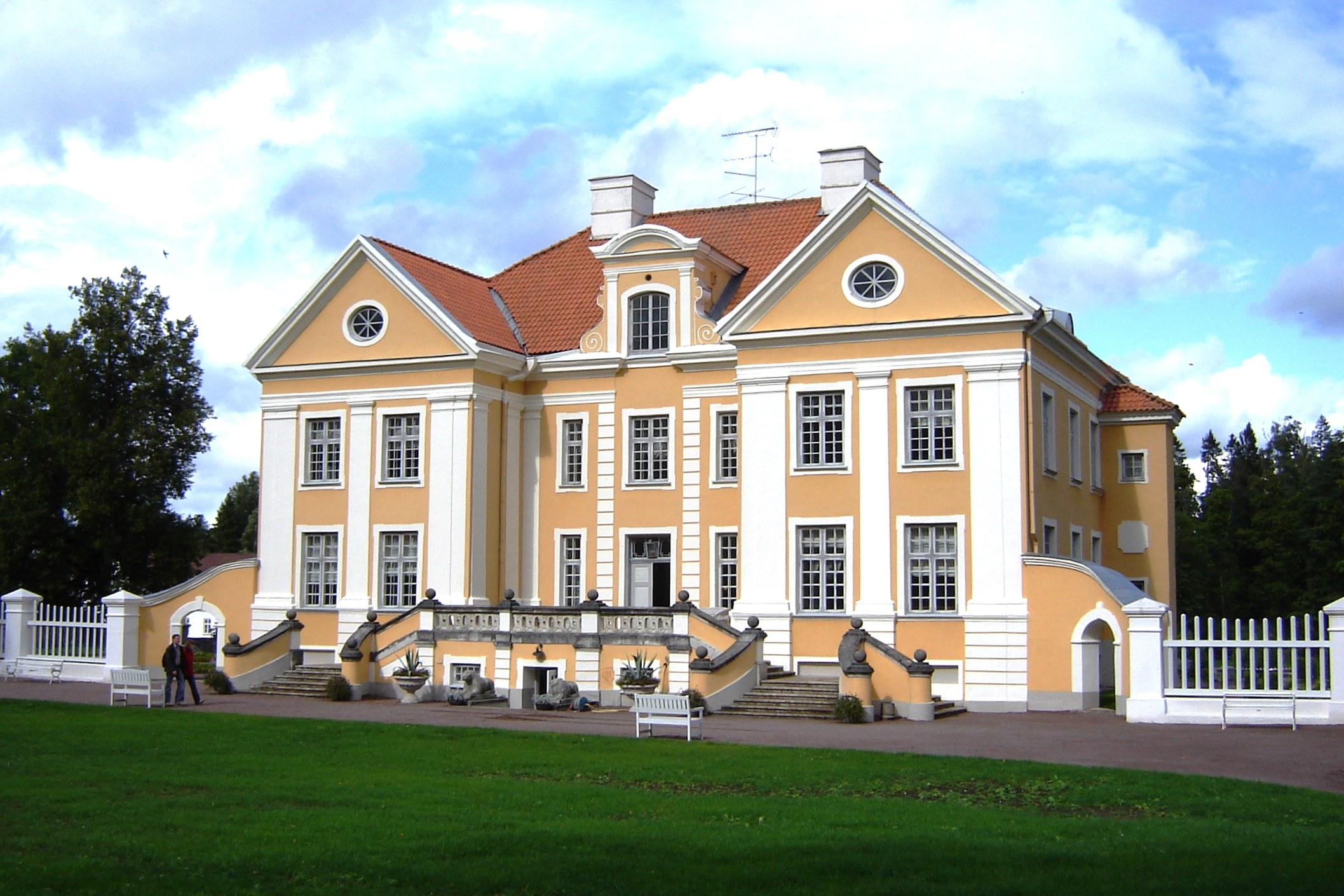
Gutshaus Palmse, Estland

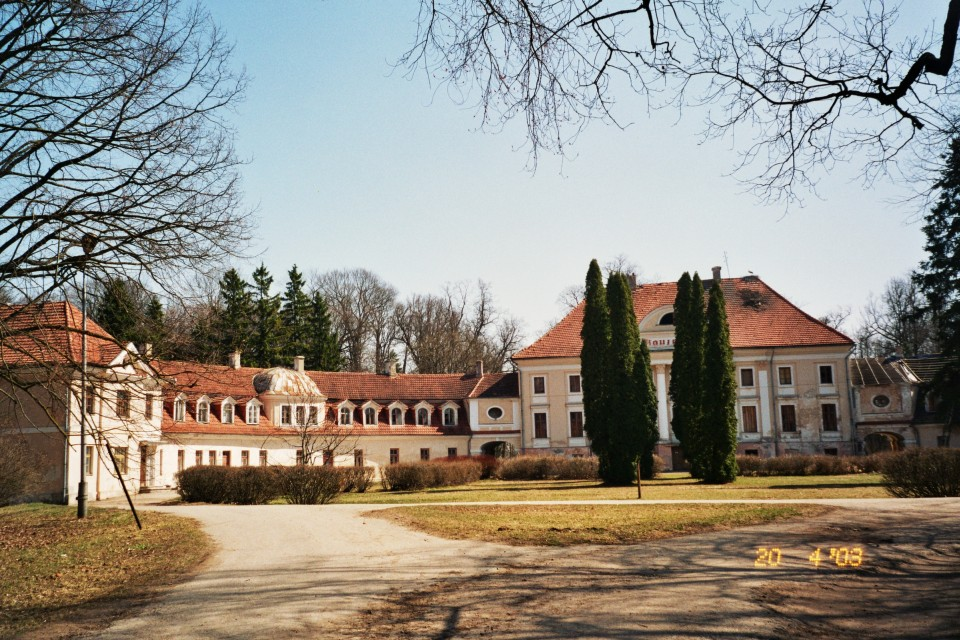
Gutshaus Kauzmünde (Kaucminde), Semgallen, Lettland

1. Arend Diedrich von der Pahlen Freiherr von Astrau (* 1706; † 24. März 1753), deutsch-baltischer Grundbesitzer und Herr auf Palmse, Kattentack und Aunack, Gründer der Pahlenschen Bibliothek in Palmse[3]
  1. Hans von der Pahlen Freiherr von Astrau (* 28. Oktober 1740 in Palmse; † 19. Mai 1817 in Palmse), Herr auf Palms und Wannamois, Kaiserlicher Russischer Armee-Rat und Geheimrat, Estländischer Landrat, Rittmeister a. D.
    1. Carl Magnus von der Pahlen Freiherr von Astrau (Matvey Iwanowitsch Pahlen, der „dritte Pahlen“) (1776–1863), Generalmajor der Kavallerie, Held des Vaterländischen Krieges 1812
      1. Alexander Freiherr von der Pahlen (1819–1895), deutsch-baltischer Politiker Coat of arms of Alexander Baron von der Pahlen
      2. Alexis von der Pahlen (1850–1925), deutsch-baltischer Grundbesitzer, Mineraloge und Paläontologe, er fand die nach ihm benannten sehr seltenen Versteinerungen des Seeigels Bothriocidaris pahleni[4]

  2. Graf Peter Ludwig von der Pahlen (Peter Alexejewitsch Pahlen) (1745–1826), Russischer Außenminister, gehörte zu den Verschwörern und Attentätern gegen Zar Paul.
    1. Graf Paul von der Pahlen (Paul Petrowitsch Pahlen, der „zweite Pahlen“) (1775–1834), Russischer Kavalleriegeneral, Held des Vaterländischen Krieges 1812
    2. Graf Peter von der Pahlen (Peter Petrowitsch Pahlen, der „erste Pahlen“) (1778–1864), Russischer Kavalleriegeneral, Held des Vaterländischen Krieges 1812 sowie der Aktion gegen den Novemberaufstand in Polen
    3. Graf Friedrich von der Pahlen (Feodor Petrowitsch Pahlen, russ.: Фёдор Петрович Пален) (1780–1863), russischer Diplomat, Generalgouverneur von Neurussland sowie russischer Botschafter in den Vereinigten Staaten, in Brasilien und in Bayern
    4. Graf Johann von Pahlen (1784–1856)
      1. Graf Karl Johann Peter von Pahlen (1824–1907)
        1. Graf Alexis Friedrich Leonid von der Pahlen (1874–1938),[5] russischer Generalleutnant, Offizier der Weißen Armee unter Nikolai Nikolajewitsch Judenitsch.[6]

Weitere bekannte Familienangehörige:
- Hinrich von der Pahlen († 14. Oktober 1705), schwedischer Major[7]
  - Detlef Reinhold von der Pahlen (* um 1685; † 29. Dezember 1723 Neuhaus), Gutsbesitzer von Gut Holte
- Baron Dimitri Petrowitsch Pahlen (Dietrich von der Pahlen), russischer Militäroffizier, Freund von Michail Jurjewitsch Lermontow[8]
- Friedrich Alexander Graf von der Pahlen (1780–1863), Generalgouverneur von Neurussland, Mitglied des Reichsrates
- Woldemar Baron von der Pahlen (1815–1861), russischer Oberst
- Graf Konstantin von der Pahlen (Константин Иванович Пален, 1830–1912), Gouverneur von Pskow, russischer Justizminister (1867–1878), Enkel von Peter Ludwig.
- Baron Konstantin von der Pahlen (Константин Констанович Пален, 1861–1923), deutsch-baltischer Politiker
- Anatol Baron von der Pahlen (1854–1904), russischer Hofjägermeister und Geheimrat
- Emanuel Baron von der Pahlen (* 4. Juli 1882; † 18. Juli 1952), deutscher Astronom, Leiter des Astronomischen Institutes in Basel[9], nach ihm wurde der Von-der-Pahlen-Mondkrater benannt.
- Paul Peter Adolph von der Pahlen (1862–1942), deutsch-baltischer Politiker; Reichsratsmitglied

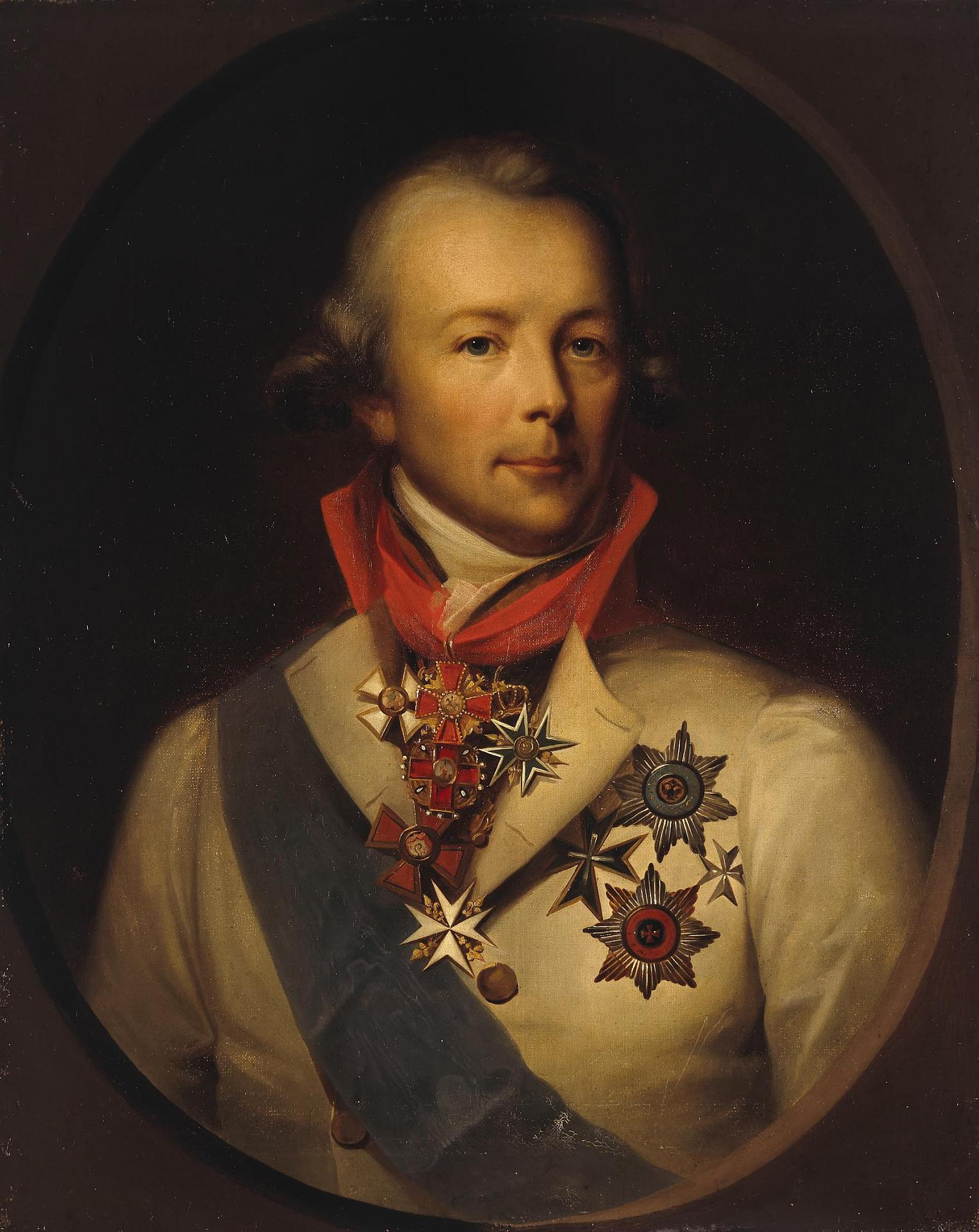
Graf Peter Ludwig von der Pahlen (Peter Alexejewitsch Pahlen) (1745–1826), russischer Außenminister
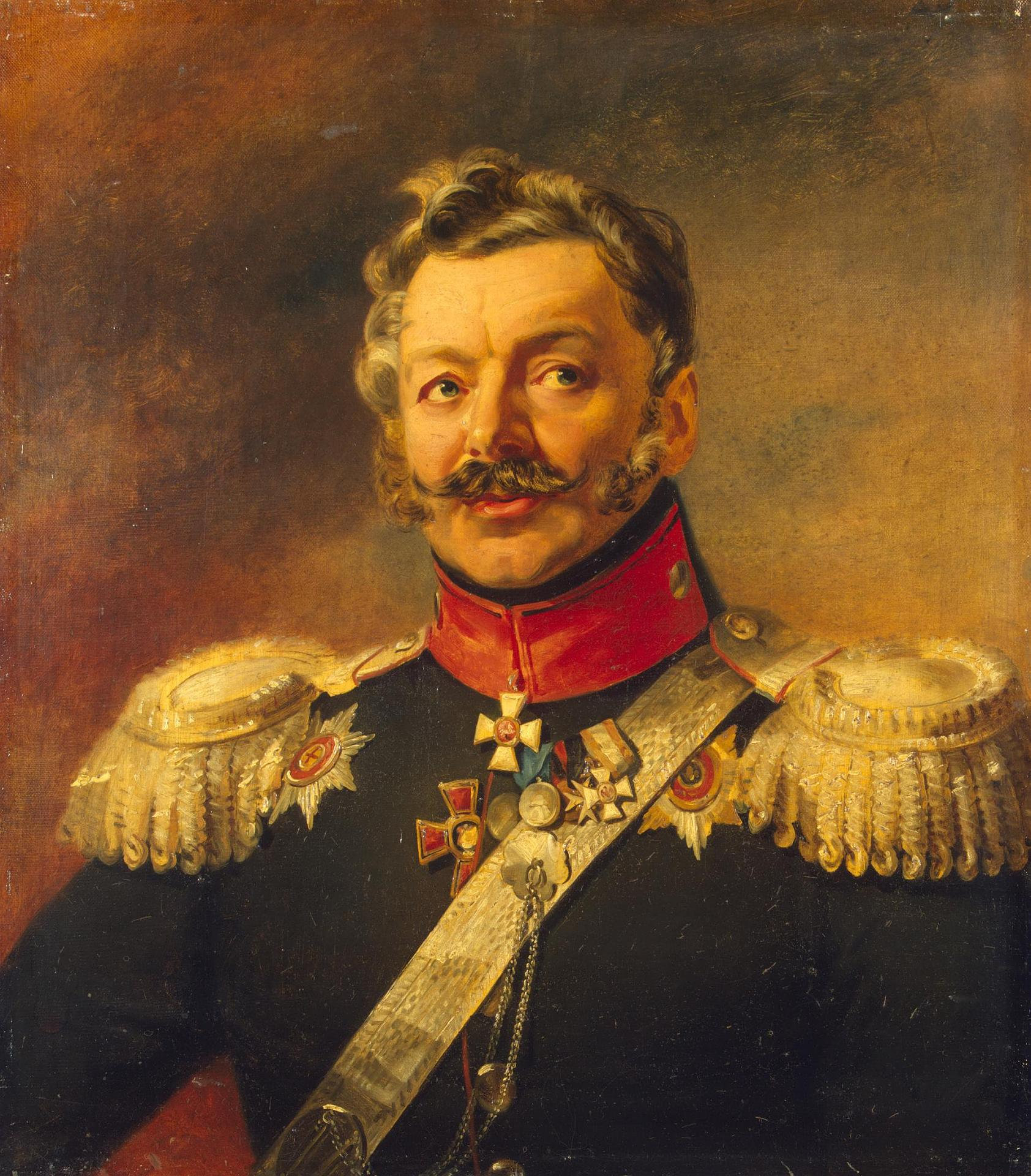
Graf Paul von der Pahlen (Paul Petrowitsch Pahlen) (1775–1834), russischer Kavalleriegeneral
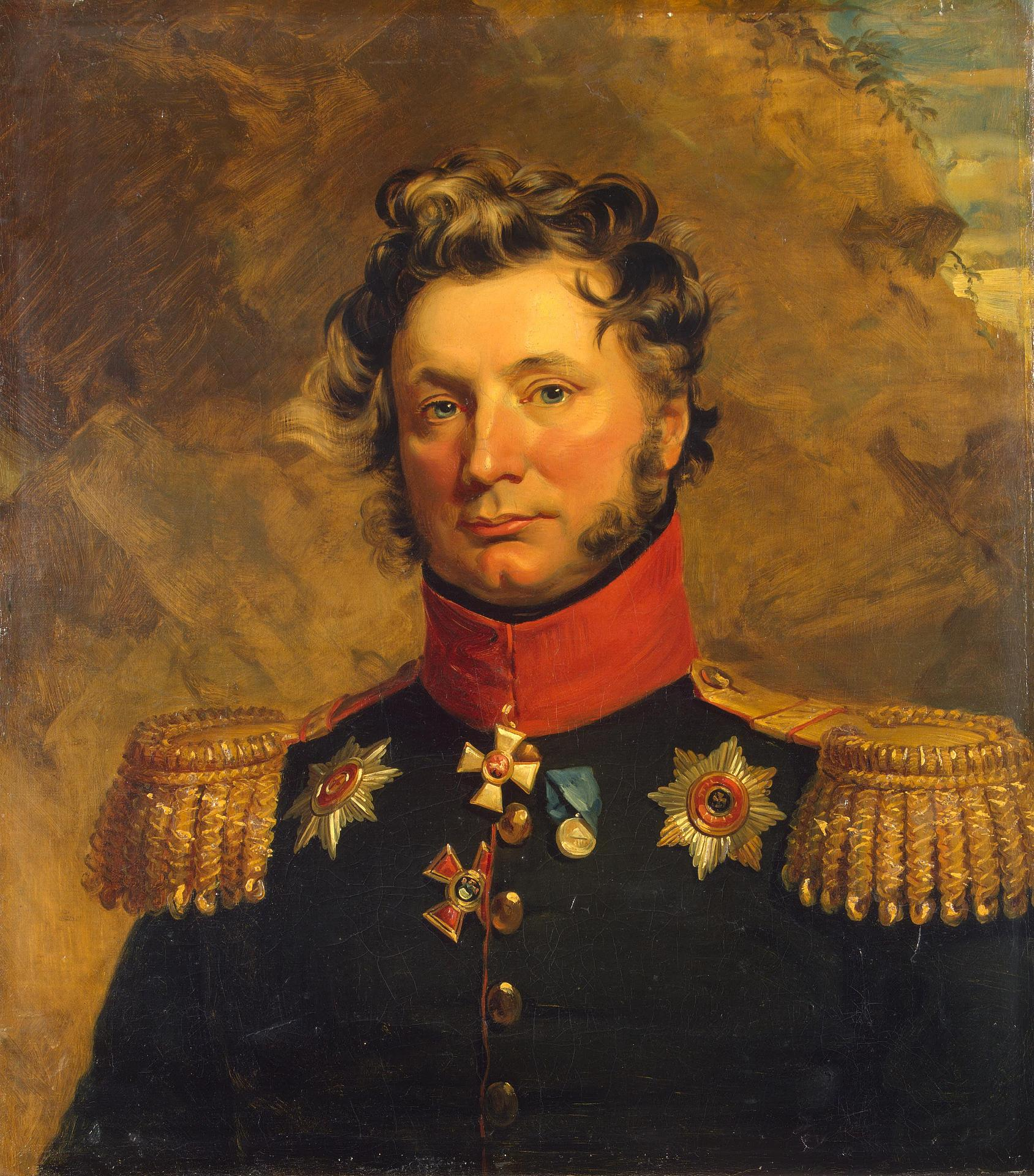
Carl Magnus von der Pahlen, Freiherr von Astrau (1776–1863), russischer Generalmajor der Kavallerie
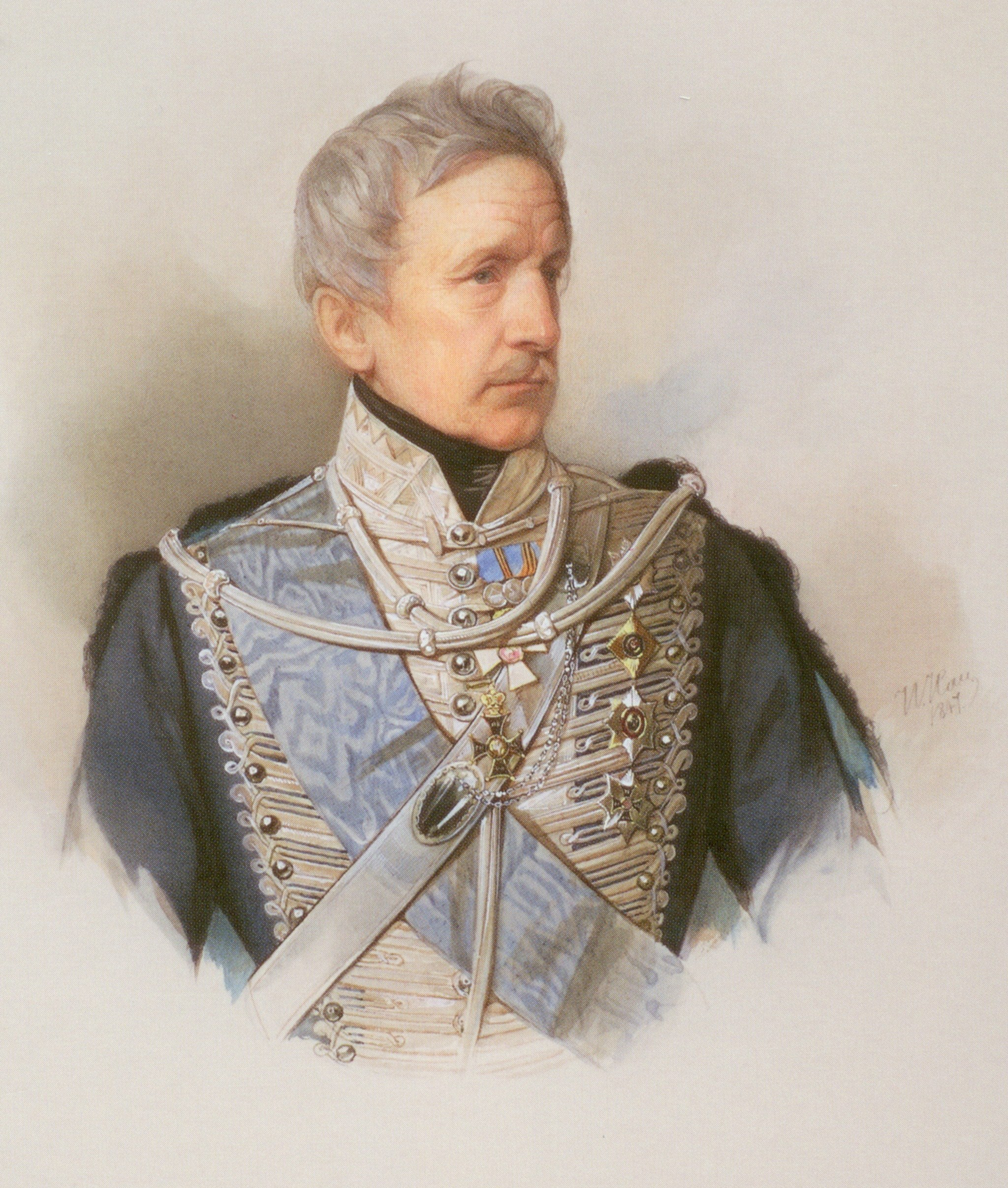
Graf Peter von der Pahlen (1778–1864), russischer Kavalleriegeneral
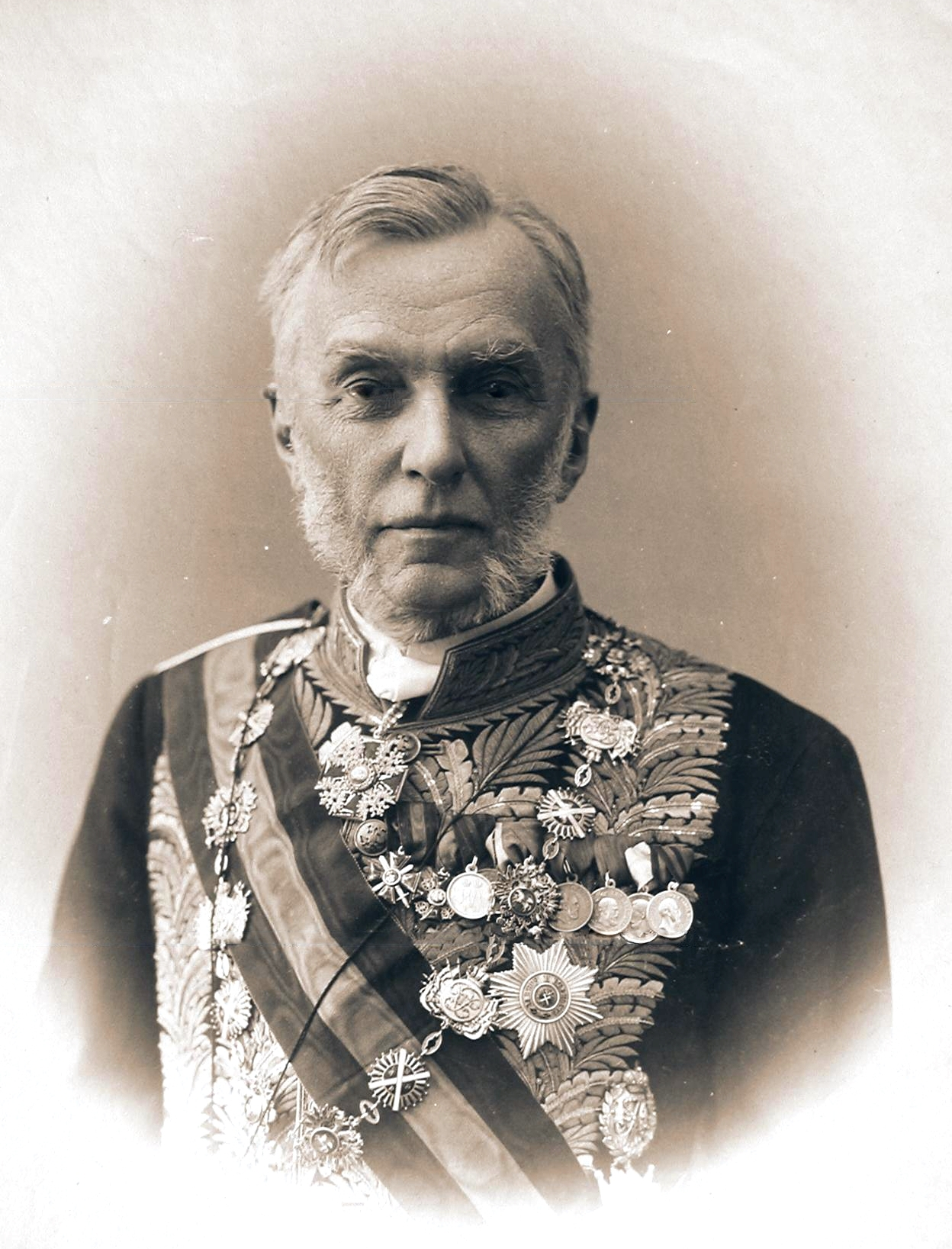
Graf Konstantin von der Pahlen (1830–1912), russischer General und Justizminister

## Wappen
Das Stammwappen zeigt in Gold drei (2:1) gestürzte grüne Seeblätter. Auf dem Helm mit grün-goldenen Decken drei goldene Schilfkolben zwischen vier grünen Pfauenfedern.

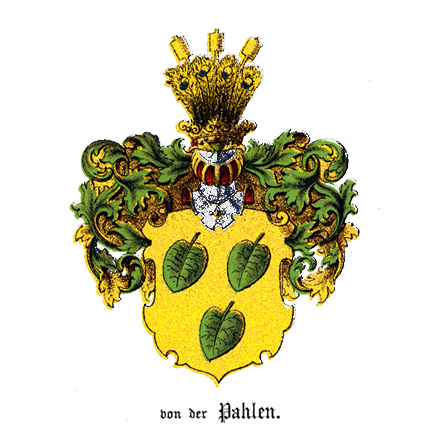
Stammwappen derer von der Pahlen
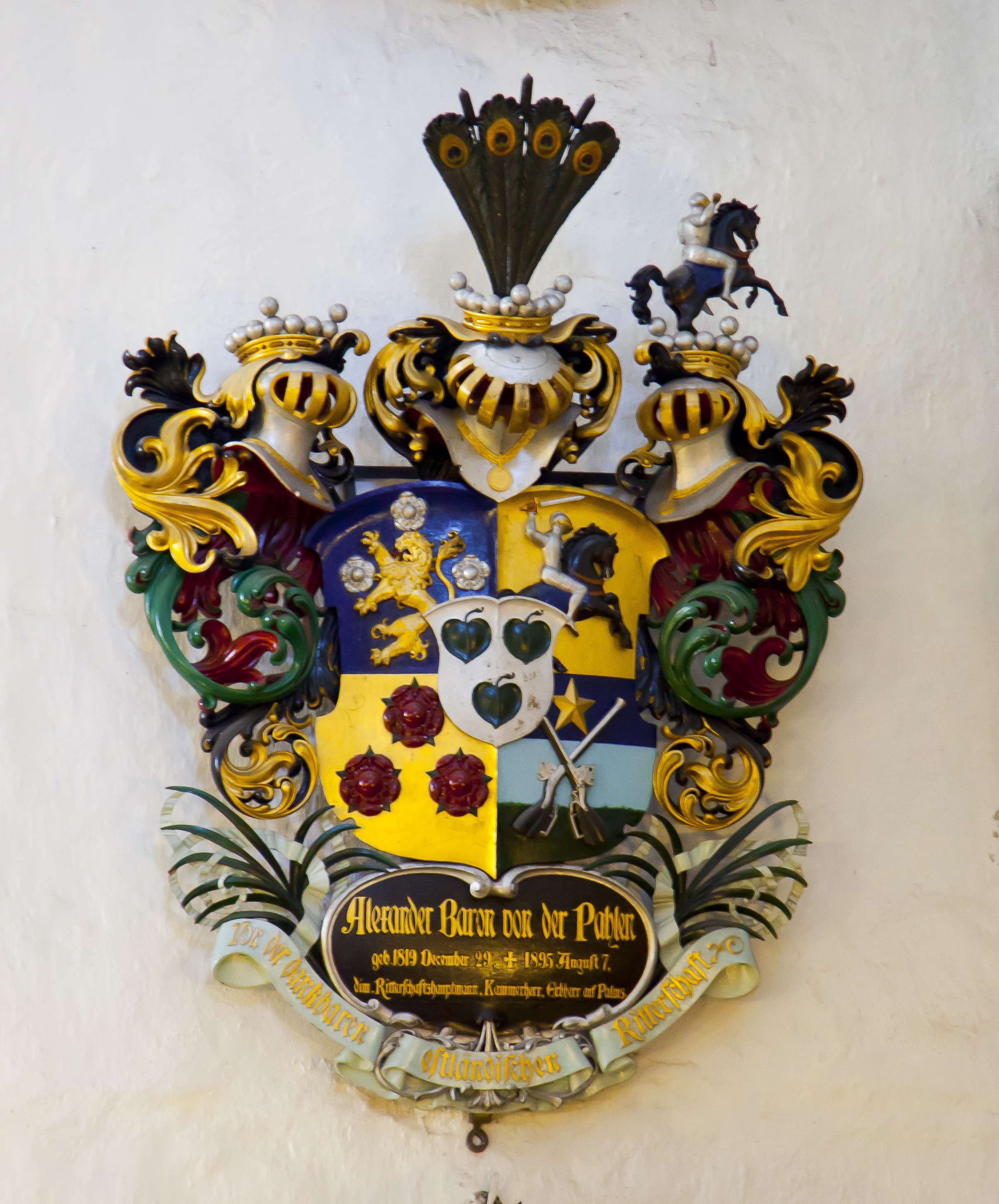
Wappen-Epitaph für Alexander Baron von der Pahlen im Tallinner Dom
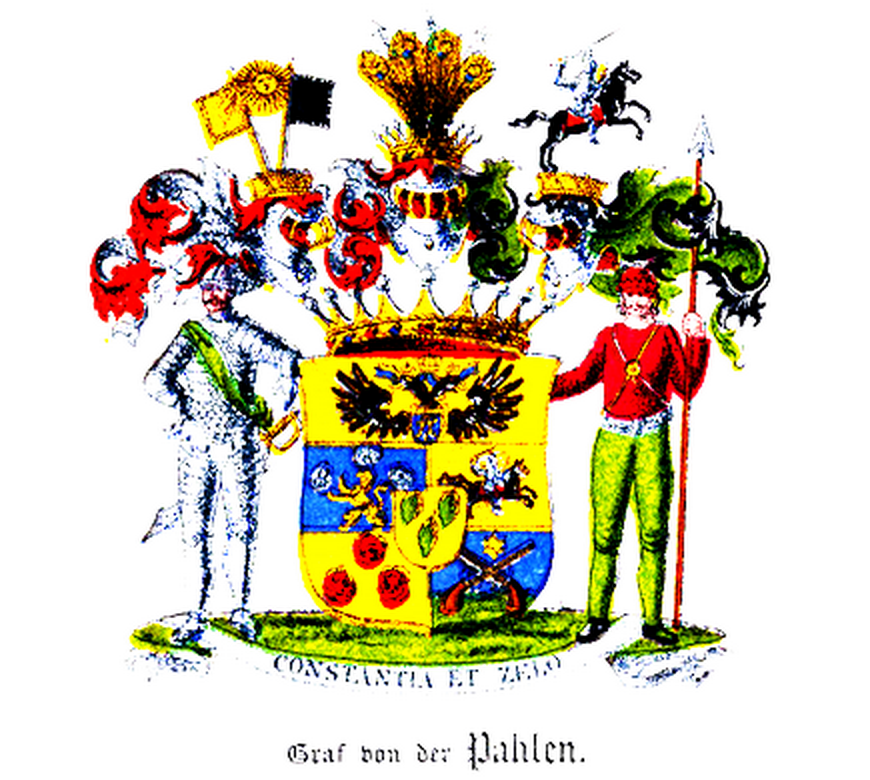
Wappen der Grafen von der Pahlen